# Retard de langage
 Mise en garde médicale
Le retard de langage est le fait qu'une personne n'a toujours pas acquis le langage après un âge situé dans la moyenne. Le retard dans le développement ou les mécanismes de l'acquisition de la parole est souvent dû à un ensemble de facteurs, notamment d'origine physique ou neurodéveloppementale. Le retard de langage se distingue du retard de parole ou alalie. La parole, qui est une dimension spécifique et non totale du langage, est sous-tendue par les processus complexes d'usage et de mobilisation des processus produisant des sons et des sens intelligibles au moyen des cordes vocales, de la bouche, de la langue, des dents, du système pulmonaire. Le langage a un versant oral et écrit, un versant expressif et réceptif. Les troubles associés peuvent être simples ou mixtes. Le bégaiement et la dysphasie sont des aspects des troubles du langage oral qui peuvent être associés à son acquisition tardive, ou non. Le retard de parole, qui se recoupe en outre avec la notion de troubles articulatoires, est souvent dû à l'atteinte oromotrice ou à d'autres anomalies fonctionnelles et somatiques repérables, à certains troubles du spectre autistique ou à d'autres facteurs neurologiques et psychiques qui peuvent interférer avec le fonctionnement physique. Il n'est pas corrélé de façon aussi forte que certains clichés le laissent penser avec la déficience intellectuelle. Le retard de langage au sens large touche environ 2,3 à 19 % des enfants. Il est souvent noté chez les enfants de deux à sept ans et peut continuer y compris à l'âge adulte. Cette dénomination est utilisée que la personne se mette ou non à utiliser le langage oral et/ou écrit, ce qui peut finir par se produire à n'importe quel moment. Au Canada, environ 15 % des enfants présentent ce retard à l'oral à deux ans, mais parmi eux environ sept sur dix rattrapent leurs acquisitions avant cinq ans, cette période étant celle où la dénomination est d'usage pour évoquer et identifier un décalage en-dessous de la moyenne des courbes. La notion de trouble du langage désigne une anomalie plus sérieuse, le retard prolongé après cinq ans.